# Карл Гослер
Карл Хајнрих Гослер (Хамбург, 17. април 1885 — Француска, 9. септембар 1914) био је немачки веслач на прелазу из 19. у 20. век, учесник Летњих олимпијских игара 1900. Био је члан немачког веслачког клуба Хамбург.
На Олимпијским играма 1900. такмичио се у као кормилар немачке екипе у дисцилини четверац са кормиларом. У такмичењу четвераца са кормиларом десило се нешто необично за велика спортска такмичења. Због неслагања такмичара и судија после трка у претакмичењу одлучено је да се званично одрже две финалне трке тзв. А и Б финале. Победницима финала су подељена два комлета медаља. МОК је касније признао резултате, а тиме и освајаче медаља оба финала.
Посада коју су поред њега чинили његова браћа Оскар и Густав, па Валтер Каценштајн и Валдемар Титгенс учествовала је у Б финалу и освојили златну медаљу.